# Formula One Constructors Association

logo FOCA

Formula One Constructors Association (FOCA) – stowarzyszenie założone w 1974 mające na celu ochronę interesów kierowców i zespołów Formuły 1. 